# Theodorus Marinus Roest van Limburg (1865)

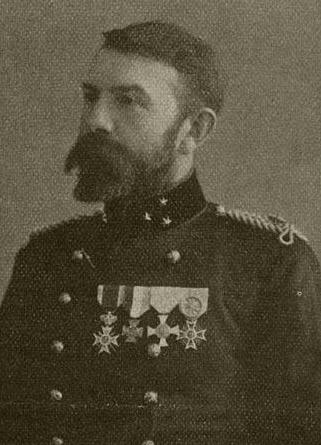
Kapitein Th.M. Roest van Limburg (ca. 1907)

Theodorus Marinus Roest van Limburg (Rotterdam, 29 april 1865 – De Bilt, 1 april 1935) was een Nederlands politiefunctionaris.

## Militaire carrière
Na enkele jaren gymnasium, ging hij op 14-jarige leeftijd naar een kostschool in Voorburg om opgeleid te worden tot cadet. Hierna studeerde hij van 1881 tot 1885 aan de Koninklijke Militaire Academie (KMA) in Breda in de richting artillerie hier te lande. Vervolgens werd hij aangesteld als tweede luitenant bij de vestingartillerie in Den Helder. In mei 1888 volgde zijn promotie tot eerste luitenant. Een jaar later wordt hij in Leiden ingedeeld bij de veldartillerie en in 1890 werd hij overgeplaatst naar Den Haag waar hij nog steeds ingedeeld blijft bij de veldartillerie. In december 1895 volgde zijn benoeming tot adjudant van de Gouverneur van de KMA zodat hij weer terugkwam in Breda. In 1900 werd hij gepromoveerd tot kapitein en in september 1901 volgde overplaatsing naar het korps Pontonniers te Dordrecht. In 1905 werd hij adjudant van generaal F.G.A. van Ermel Scherer, toenmalig Inspecteur der Artillerie in Den Haag.

## Hoofdcommissaris

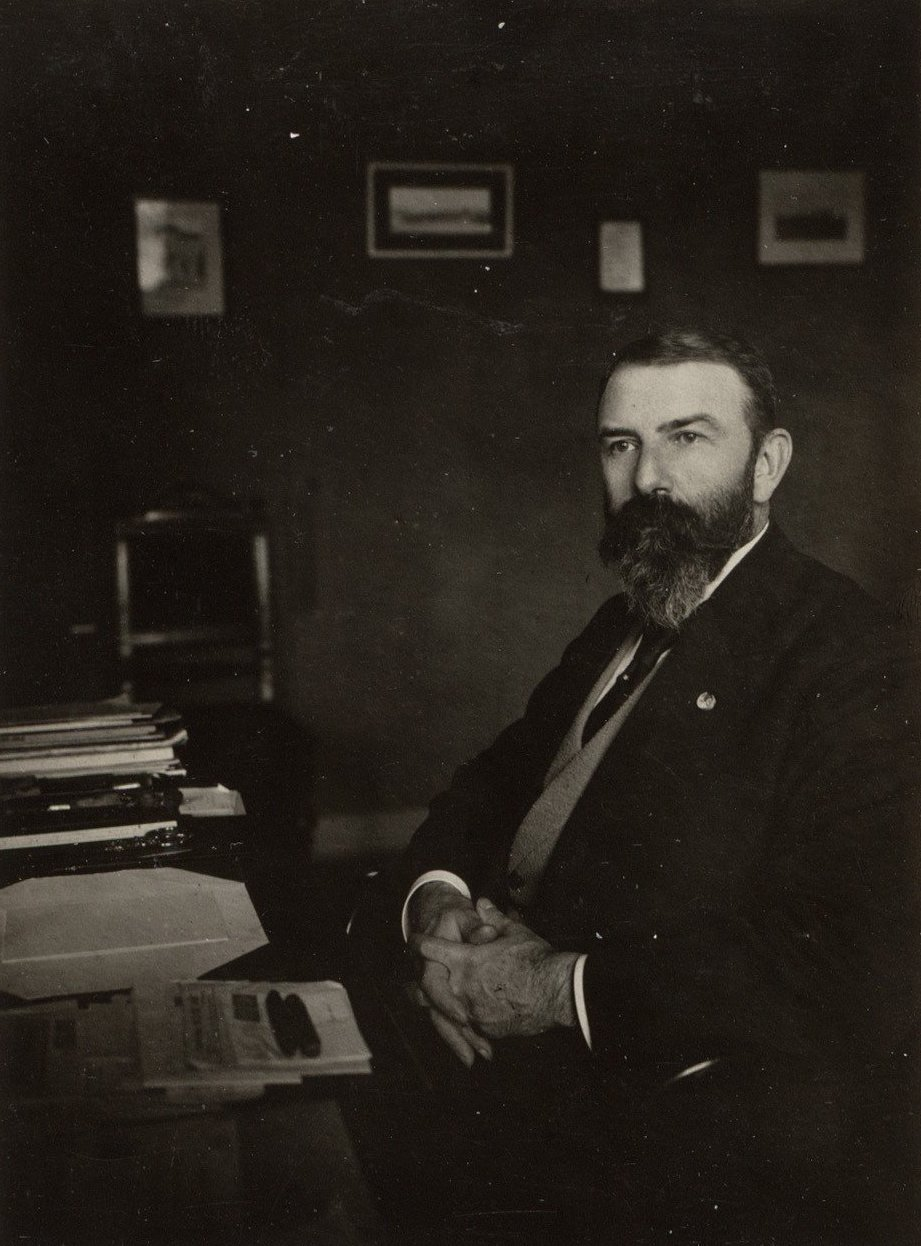

Op verzoek van de Rotterdamse burgemeester A.R. Zimmerman, die Roest van Limburg kende uit de periode dat ze beiden in Dordrecht werkten (Zimmerman was burgemeester van Dordrecht van 1899 tot 1906), nam hij in 1908 ontslag bij het leger en werd hij hoofdcommissaris van politie in zijn geboorteplaats. Hierbij volgde hij W. Voormolen  op die begin 1908 vanwege gezondheidsproblemen ontslag moest nemen en het jaar erop op 53-jarige leeftijd overleed. Voormolen had vanaf 1893 het korps sterk gemoderniseerd en had een aanbod afgeslagen van het bestuur van Amsterdam om daar als hoofdcommissaris hetzelfde te doen. 
Onder Roest van Limburg kreeg de Rotterdamse zedenpolitie extra de aandacht. Zo werd in mei 1911 Dina Sanson als eerste vrouwelijke Nederlandse politiebeambte bij het Rotterdamse korps geïnstalleerd waar ze ging werken op de afdeling kinderwetten van de zedenpolitie. Een jaar eerder had hij al een boekje geschreven onder de titel "In den strijd tegen de ontucht" naar aanleiding van een nieuwe Rotterdamse gemeenteverordening waarmee het houden en bezoeken van 'huizen van ontucht' strafbaar werd. In het boekje gaf hij aan dat hij verwachtte dat die verordening onvoldoende was in de strijd tegen de prostitutie en gaf hij aan te verwachten dat die verordening zou leiden tot clandestiene ontucht met als gevolg onder andere gevaren van hygiënische aard. Om een "politie-assistente" aan te nemen, schreef Roest van Limburg diverse vrouwenverenigingen aan zoals de Nederlandsche Vereeniging tot Behartiging van de Belangen van Jonge Meisjes, het Nationaal Comité tegen Handel in Vrouwen en het Nationaal Bureau voor Vrouwenarbeid. Sanson werd voorgedragen door de Vereeniging van Onderlinge Vrouwenbescherming.
Eind 1913 werd Roest van Limburg benaderd om de Amsterdamse hoofdcommissaris H.S. Hordijk op te volgen die vanwege gezondheidsproblemen ontslag had aangevraagd. In tegenstelling tot Voormolen had hij hier wel oren naar en Roest van Limburg wist een veel hoger salaris te bedingen dan Hordijk. Toen dit in Rotterdam bekend werd, hebben ze nog geprobeerd hem te behouden door hetzelfde salaris aan te bieden als wat hij in Amsterdam zou gaan verdienen, maar zonder succes. Op 1 januari 1914 werd Roest van Limburg hoofdcommissaris van politie te Amsterdam. In de hoofdstad pleitte Roest van Limburg voor een afdeling Kinderpolitie met een vrouwelijke beambtes. In 1920 opende het  bureau Kinderpolitie met een mannelijke inspecteur aan het hoofd en met C.M van Ooy, de eerste vrouwelijke inspecteur van de Amsterdamse politie.
In 1917 kreeg Amsterdam te maken met het Aardappeloproer waarbij 9 doden en 114 gewonden vielen. Vanwege gezondheidsproblemen nam hij in 1919 ontslag waarna hij ging wonen in de villa 'Rosenegg' in De Bilt. In die plaats overleed hij op 69-jarige leeftijd.